# スリランカの鉄道駅一覧
スリランカの鉄道駅一覧は、スリランカの鉄道駅の一覧である。
なるべく読みを付け、同名・同表記の駅には会社名・路線名も付けた。

## か行
- キャンディ駅
- ゴール駅
- コロンボ・フォート駅

## さ行
- ジャフナ駅

- スレイブ・アイランド駅

## ま行
- マラダーナ駅

## 廃駅
- コロンボ・ターミナス駅

## 路線図
- UN Map (PDF)